# کلتوخار
کلتوخار (به اسپانیایی: Caltojar) یک دهستان اسپانیا است که در استان سریا واقع شده‌است.

## خصوصیات
کلتوخار ۸۴ کیلومترمربع مساحت و ۱۱۱ نفر جمعیت دارد.

## نگارخانه

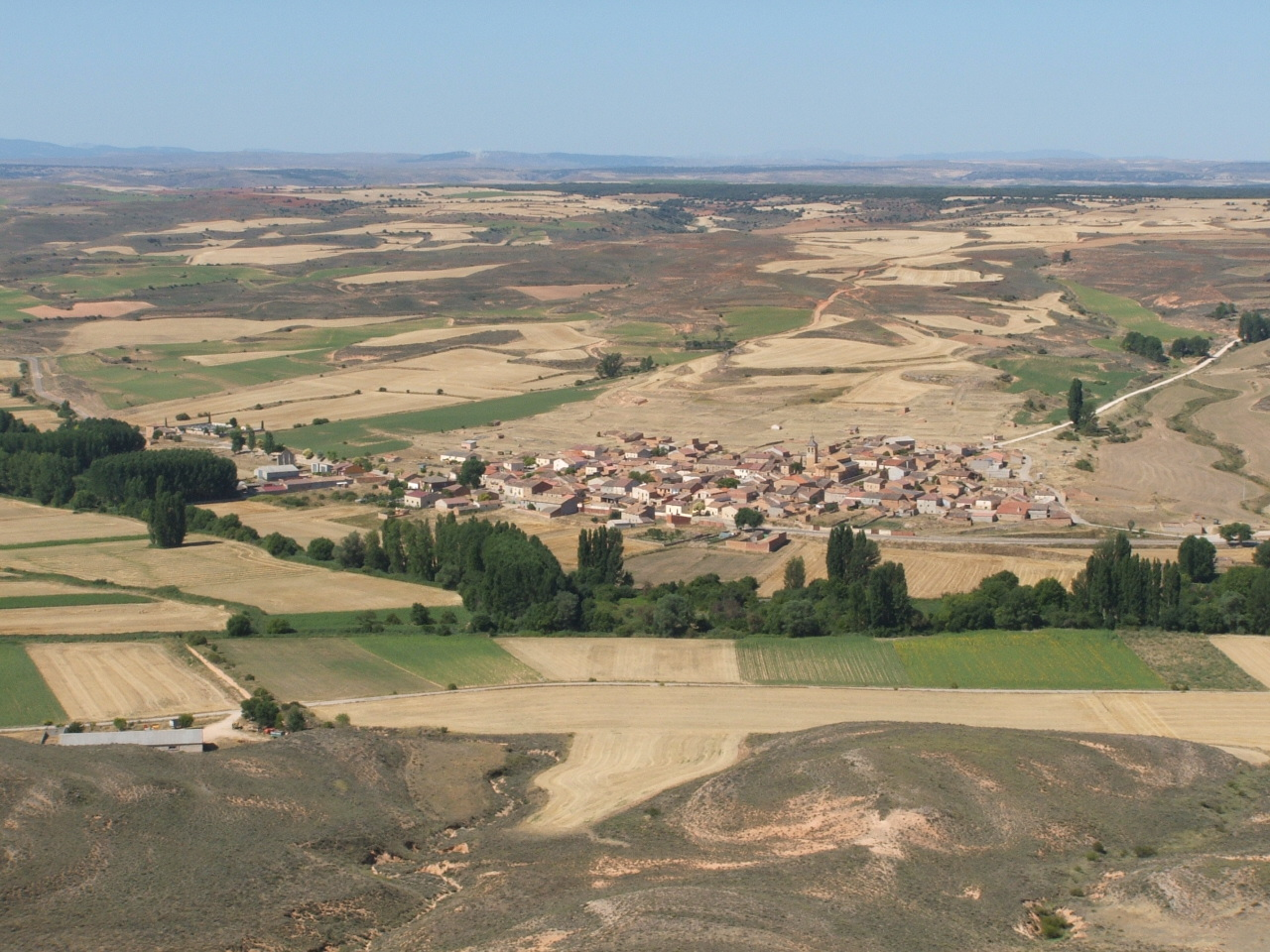
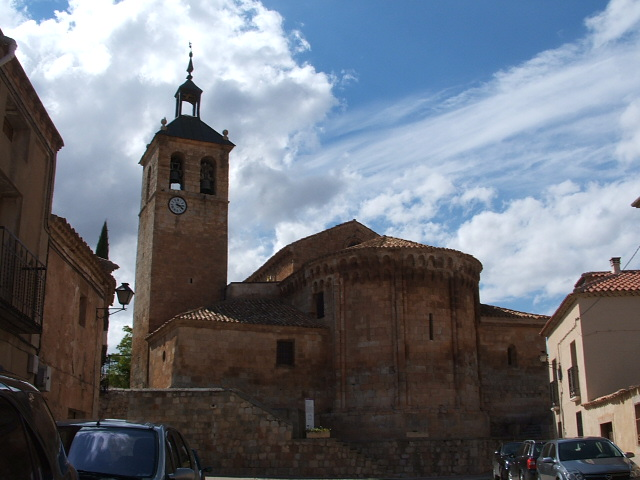
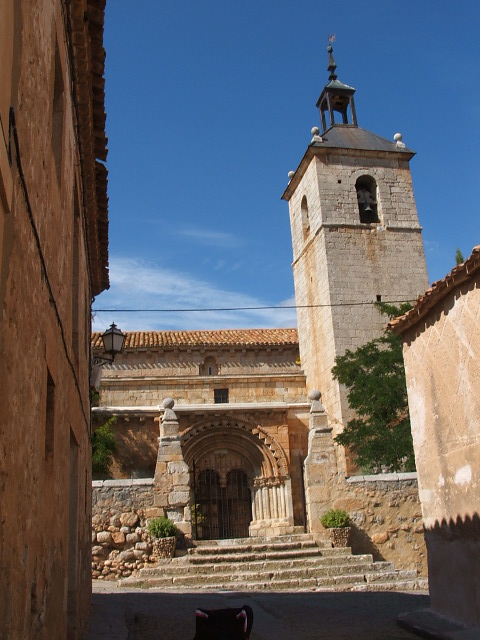
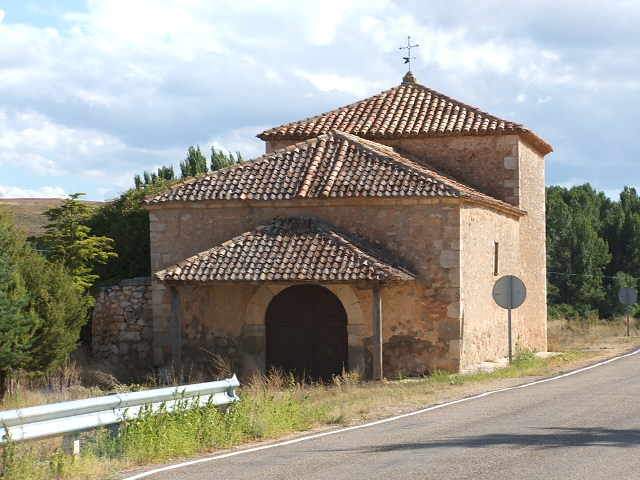
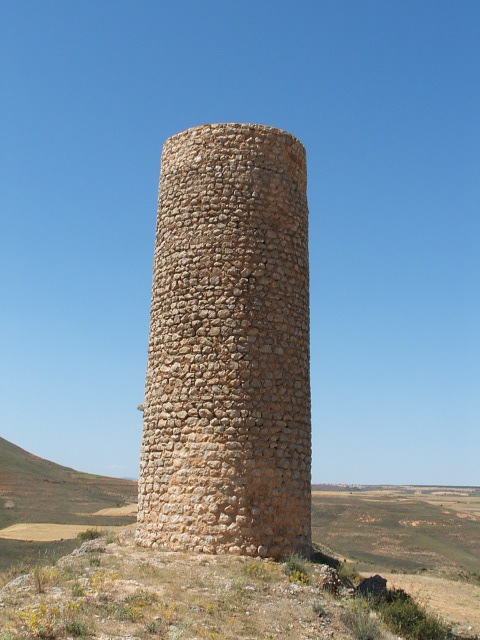